# 京都市立洛西中学校
京都市立洛西中学校（きょうとしりつ らくさいちゅうがっこう）は、京都府京都市西京区大原野西境谷町二丁目にある公立中学校。洛西ニュータウン西部に立地している。

## 沿革
- 1978年4月 - 京都市立樫原中学校西分校として開設
- 1979年4月 - 京都市立樫原中学校から分離し、京都市立洛西中学校として開校
- 1980年3月 - 南校舎を増築
- 1980年4月 - 東分校を校内に開設
- 1981年4月 - 東分校が独立し、京都市立西陵中学校として分離
- 1984年1月 - 西校舎を増築
- 1992年10月 - 「語らいの広場」竣工
- 1995年4月 - 京都市立大原野中学校開校により、校区を変更（京都市立大原野小学校の校区を分離）
- 2005年4月 - 普通教室にエアコンを設置
- 2006年4月 - 2学期制を導入

## 部活動
体育系
- 陸上競技部
- サッカー部(2021年度廃部)
- 男子ハンドボール部
- 女子ハンドボール部
- 野球部
- 男子ソフトテニス部
- 女子ソフトテニス部
- ラグビー部
- 男子バスケットボール部
  - 1995年 - 全国中学校バスケットボール大会にて優勝。
- 女子バスケットボール部
- 女子バレーボール部女子

文化系
- 吹奏楽部
- 美術部

## 通学区域
以下の小学校区を通学区域とする。
- 京都市立境谷小学校（全域）
- 京都市立新林小学校（全域）

## アクセス
- 阪急京都本線 桂駅または洛西口駅下車
- 東海道本線（JR京都線）桂川駅下車
  - バス停「新林公団前」または「洛西高校前」下車

## 通学区域が隣接している学校
- 京都市立洛西陵明小中学校
- 京都市立大原野中学校
- 京都市立大枝中学校
- 京都市立樫原中学校
- 向日市立西ノ岡中学校